# Gué-d'Hossus
Gué-d'Hossus é uma comuna francesa na região administrativa de Grande Leste, no departamento Ardenas. Estende-se por uma área de 5,25 km². Em 2010 a comuna tinha 532 habitantes (densidade: 101,3 hab./km²).